# 鷹巣郵便局
鷹巣郵便局（たかのすゆうびんきょく）は秋田県北秋田市にある郵便局である。民営化前の分類では集配普通郵便局であった。

## 概要
住所：〒018-3399 秋田県北秋田市住吉町7-32

## 沿革
- 1875年（明治8年）1月2日 - 鷹ノ巣郵便局（五等）として開設[1]。
- 1879年（明治12年） - 為替取扱を開始。
- 1880年（明治13年）4月20日 - 貯金取扱を開始。
- 1892年（明治25年）
  - 3月16日 - 鷹ノ巣郵便電信局となる[2]。
  - 5月16日 - 電信為替取扱を開始[3]。
- 1896年（明治29年）7月1日 - 小包郵便取扱を開始[4]。
- 1903年（明治36年）4月1日 - 通信官署官制の施行に伴い鷹ノ巣郵便局となる。
- 19xx年 - 鷹巣郵便局に改称。
- 1918年（大正7年）12月21日 - 電話通話事務を開始[5]。
- 1921年（大正10年）8月11日 - 特設電話加入申込の受理を開始[6]。
- 1922年（大正11年）2月16日 - 電話交換業務および電話加入者の託送電報取扱を開始[7]。加入数53名。
- 1950年（昭和25年）6月1日 - 鷹巣町大火により局舎全焼。秋田県立鷹巣農林高等学校第二校舎に仮局舎を置く。
- 1951年（昭和26年）12月1日 - 電気通信業務の取扱を、新設の鷹巣電報電話局に移管[8]。
- 1956年（昭和31年）9月1日 - 電話通話および和文電報受付事務の取扱を開始[9]。
- 1960年（昭和35年）11月1日 - 特定郵便局から普通郵便局へ局種別改定[10]。
- 2000年（平成12年）8月14日 - 外国通貨の両替および旅行小切手の売買に関する業務取扱を開始。
- 2006年（平成18年）3月31日 - この日をもって、外国通貨の両替および旅行小切手の売買に関する業務取扱を終了。
- 2007年（平成19年）10月1日 - 民営化に伴い、併設された郵便事業鷹巣支店に一部業務を移管。
- 2012年（平成24年）10月1日 - 日本郵便株式会社発足に伴い、郵便事業鷹巣支店を鷹巣郵便局に統合。
- 2020年（令和2年）3月2日 - 七日市郵便局から集配業務を移管。

## 取扱内容
- 郵便、印紙、ゆうパック、チルドゆうパック、内容証明
- 貯金、為替、振替、振込、国際送金、国債、投資信託
- 生命保険、バイク自賠責保険、自動車保険、がん保険、変額年金保険
- ゆうちょ銀行ATM
- 北秋田市内の一部地域の集配業務
- ゆうゆう窓口

## 周辺
- 丸留旅館
- ホテルニュー松尾
- ファミリーマート北秋田住吉町店
- 第一生命(株)鷹巣営業オフィス
- 日本生命保険相互会社 鷹巣営業部
- 毛利整形外科クリニック
- 奈良医院・奈良歯科医院
- 秋田たかのす農業協同組合
- 秋田県道24号鷹巣川井堂川線
- 秋田県道102号大館鷹巣線

## アクセス
- JR東日本奥羽本線 鷹ノ巣駅、秋田内陸縦貫鉄道秋田内陸線 鷹巣駅から徒歩約11分
- 秋北バス 鷹巣大町停留所、もしくは大町一丁目停留所下車
- 駐車場あり：12台